# 皇家之路 (克拉科夫)

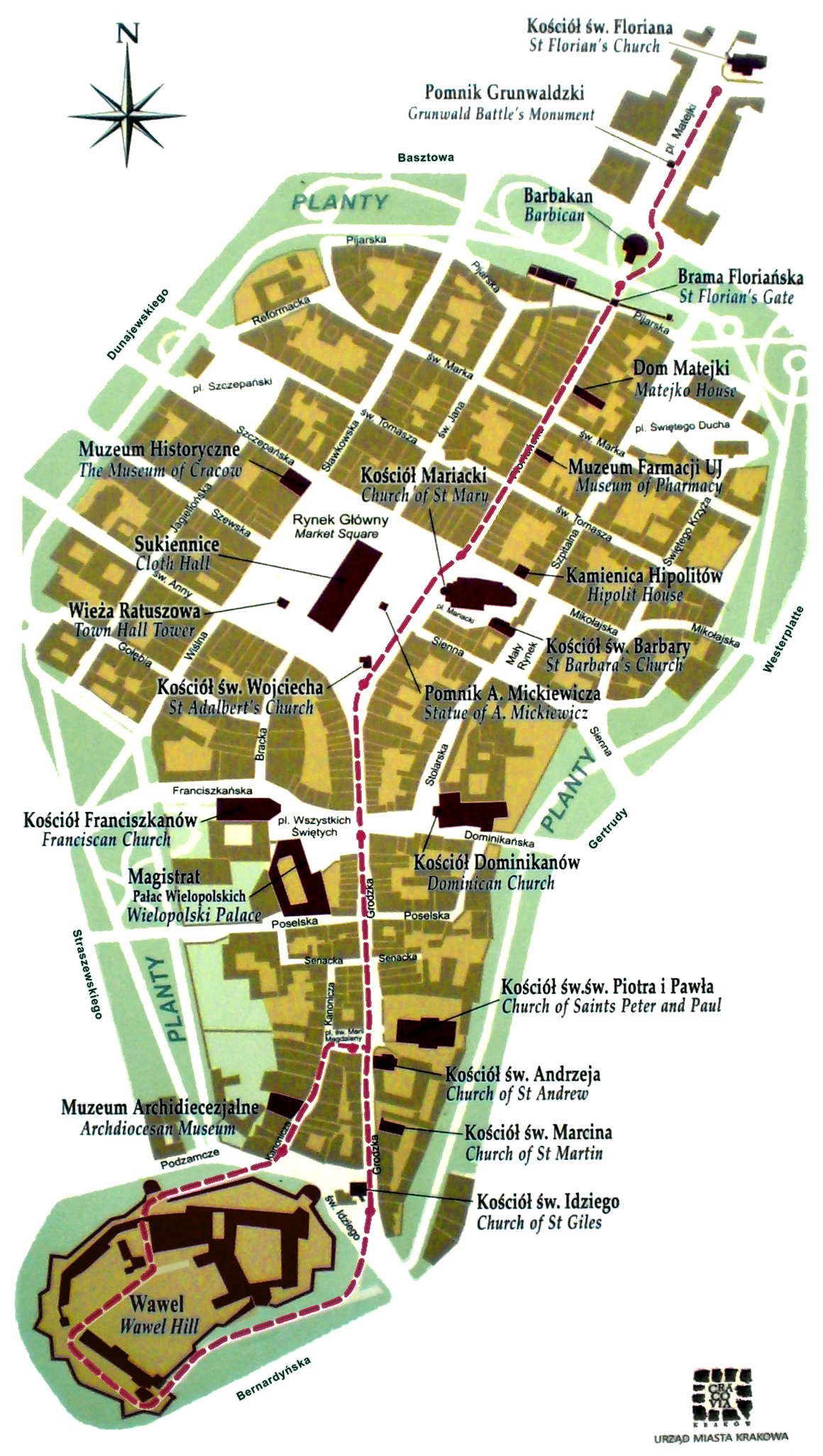
克拉科夫老城地图，皇家之路标为红色

皇家之路（波蘭語：Droga Królewska）位于波兰城市克拉科夫皇家首都，开始于中世纪老城的北端，向南穿越市中心，直到旧王宫瓦维尔城堡所在的瓦维尔山。皇家之路经过一些波兰最著名的历史地标，为加冕典礼游行、阅兵、以及国王和王子招待来自远方的外国使节和宾客的宴会，提供合适的场景。
皇家之路开始于原来北侧城墙以外的 中世纪郊区 Kleparz，现在是克拉科夫的一个中心区。它开始于圣福里安圣殿，内有波兰的主保圣人圣福里安的圣髑，在12世纪、16世纪和17世纪多次奇迹般的获救。圣福里安圣殿也是 皇家葬礼行进的起点（结束于瓦维尔主教座堂。
皇家之路经过马泰伊科广场、Jan 马泰伊科美术学院和 Basztowa 街，来到哥特式的中世纪外堡（Barbakan），它建于1499年，全欧洲仅有3座这样的前哨堡垒幸存至今，而这是其中保存最好的一个。皇家之路在带有防卫塔的圣福里安门进入老城。这是克拉科夫的8座中世纪城门中，经过19世纪的近代化进程，唯一没有拆除而保存至今的城门。在老城内。皇家之路继续沿着圣福里安街前行，进入欧洲最大的集市广场中央集市广场。在右手边，广场的东南角，矗立着圣母圣殿，拥有世界上最大、最古老的哥特式祭坛装饰。在广场周围，连排房屋和贵族住宅簇拥着文艺复兴式的纺织会馆和市政厅塔楼。
皇家之路经过广场东南角上罗曼式的圣亚德伯堂，通向 Grodzka街，经过许多历史地标和两侧的2个较小广场。Grodzka街结束于瓦维尔山脚下：山上就是瓦维尔山建筑群，包括瓦维尔城堡、军械库和瓦维尔主教座堂。

## 皇家之路的地标
沿着皇家之路还有一些值得尊敬但是较少为人所知的景点和历史地标。更为完全的名单还将包括：位于马泰伊科广场中心的格伦沃尔德战役纪念碑，毗邻的是美术学院（外堡对面），毗邻圣福里安门的恰托雷斯基博物馆；国家博物馆马泰伊科庄园分馆以及圣福里安街的雅盖隆大学药学博物馆；克拉科夫历史博物馆希波吕托斯故居分馆，毗邻圣母圣殿（包括较小的圣巴巴拉教堂），在中央集市广场的入口处。
在纺织会馆的东侧，市政厅钟楼旁，有著名的亚当·密茨凯维奇铜像。格拉兹卡街（Grodzka）开始于圣亚德伯堂，后面不远是诸圣广场（pl. Wszystkich Świętych）及其西侧的Wielopolski 宫与方济各会教堂。就在向下3个小街块处，是圣玛利亚加大肋纳广场和圣伯多禄圣保禄堂与圣安德肋堂，在格拉兹卡街末端一个街块远处，是Podzamcze 街的圣Giles 教堂。皇家之路结束于瓦维尔山，可通过东西两侧坡道到达山上的瓦维尔城堡和瓦维尔主教座堂。

## 图片巡游
| 皇家之路，南行，从 Kleparz 进入圣福里安街（从左向右） |      |            |            |
| 圣福里安圣殿                                          | 外堡 | 圣福里安门 | 圣福里安街 |

| 皇家之路（续），南行，从中央集市广场到 Grodzka 街（从左向右） |                                             |            |                         |                |
| 圣母大殿                                                      | 中央集市广场 （2005年若望保禄二世庆典期间） | 圣亚德伯堂 | 诸圣广场的 方济各会教堂 | Wielopolski 宫 |

| 皇家之路（续），南行，沿 Grodzka 街到瓦维尔（从左向右） |            |                            |                |
| 圣伯多禄圣保禄堂                                        | 圣安德肋堂 | 瓦维尔山上的皇家瓦维尔城堡 | 瓦维尔主教座堂 |